# Delta-Valérolactone
La δ-valérolactone est une lactone utilisée comme intermédiaire chimique, par exemple pour la production de polyesters.

## voir aussi
- γ-Valérolactone
- Acide valérique